# Lydia Klinkenberg
Lydia Klinkenberg (Eupen, 3 oktober 1981) is een Belgisch politica voor ProDG. 

## Levensloop
Na het behalen van haar middelbaar diploma aan het Koninklijk Atheneum van Eupen studeerde Klinkenberg in 2005 af in de economische wetenschappen aan de HEC Liège Management School van de Universiteit Luik , waarbij ze ook op uitwisseling ging naar de Verenigde Staten. Van 2002 tot 2008 volgde ze tevens studies in de politieke wetenschappen, economische en sociale geschiedenis en psychologie aan de Rheinisch-Westfälische Technische Hochschule in de Duitse stad Aken en de Britse Universiteit van Nottingham, met uitwisselingen in Zuid-Oost-Azië en Australië.
Na haar studies ging Klinkenberg aan de slag als medewerker bij een Duitse firma in Maleisië en voor WFG Ostbelgien, het agentschap voor economische ontwikkeling van de Duitstalige Gemeenschap. Van februari tot augustus 2009 was ze wetenschappelijk medewerker van het Centrum voor Leer- en Kennismanagement van het RWTH in Aken. Van 2019 tot 2020 was ze tevens coördinator voor duurzame ontwikkeling en kwaliteitsmanager bij het Robert-Schuman-Institut in Eupen, van 2015 tot 2019 docente politieke wetenschappen aan de Universiteit Luik en van 2017 tot 2020 interne auditor bij de Jeugddienst van de Duitstalige Gemeenschap interne auditor voor Europese opleidingsprogramma's als Erasmus en ESK, het Europees Solidariteitskorps. Daarenboven was ze van 2016 tot 2019 beleidsmedewerker voor mensenrechten bij de katholieke liefdadigheidsorganisatie Missio in Aken.
In 2009 werd Klinkenberg politiek actief voor de regionalistische partij ProDG. Voor deze partij werd ze in juni 2009 verkozen in het Parlement van de Duitstalige Gemeenschap, waar ze zetelde tot in oktober 2020. Gedurende al die tijd was Klinkenberg ondervoorzitter van dit parlement en van 2009 tot 2015 was ze fractiesecretaris voor ProDG in deze assemblee. In maart 2018 werd ze samen met Petra Schmitz partijvoorzitster van ProDG. Klinkenberg en Schmitz bleven deze functie uitoefenen tot in september 2020, toen ze beiden om beroepsredenen ontslag namen.
Op 12 oktober 2020 volgde Lydia Klinkenberg Harald Mollers op als minister van Onderwijs, Vorming en Wetenschappelijk Onderzoek in de Duitstalige Gemeenschapsregering. Ze bleef deze bevoegdheden uitoefenen tot 1 juli 2024 en werd vervolgens Duitstalig Gemeenschapsminister voor Gezondheid, Sociale Aangelegenheden en Huisvesting. 